# Sunja (řeka)
Sunja je řeka v Chorvatsku. Je dlouhá 69 km a prochází Sisacko-moslavinskou župou. Pramení v pohoří Zrinska gora v blízkosti vesnice Komogovina a ústí do řeky Sávy. Podle řeky byla pojmenována opčina Sunja, kterou řeka prochází.

## Sídla ležící u břehu řeky
Komogovina, Borojevići, Mečenćani, Umetić, Prevršac, Gornji Bjelovac, Donji Bjelovac, Kostreši Bjelovački, Donji Kukuruzari, Gornji Kukuruzari, Majur, Stubalj, Graboštani, Veliko Krčevo, Malo Krčevo, Gornji Hrastovac, Vedro Polje, Sunja, Krivaj Sunjski, Žreme, Ivanjski Bok, Puska

## Přítoky
Mezi přítoky Sunji patří potoky Babina rijeka a Krivaja.